# Margarida Salomão
Maria Margarida Martins Salomão (Juiz de Fora, 10 de junho de 1950) é uma professora universitária, escritora e política brasileira, filiada ao Partido dos Trabalhadores (PT) e atual prefeita de Juiz de Fora, sendo a primeira mulher eleita para esse cargo. Foi deputada federal por Minas Gerais de 2013 a 2020.
Professora da Universidade Federal de Juiz de Fora (UFJF), foi reitora da universidade entre 1998 e 2006.

## Formação e carreira
É graduada em Letras pela Universidade Federal de Juiz de Fora, mestre em Linguística pela Universidade Federal do Rio de Janeiro e doutora também em Linguística pela Universidade de Berkeley (Estados Unidos). [ligação inativa] No ano de 2007, concluiu Pós-Doutorado pela University of California.
Margarida Salomão, professora emérita da UFJF, soma em seu currículo 40 anos de docência na instituição. O ingresso na Universidade deu-se em 1968, como aluna da primeira turma da Licenciatura em Letras. Entre 1994 e 1998 foi Pró-Reitora de Pesquisa, iniciando o processo de expansão da pós-graduação na UFJF. Em 1998, Margarida se tornou primeira mulher a ocupar o cargo de reitora da instituição, posição que manteve por dois mandatos consecutivos, entre os períodos de 1998 a 2002 e de 2002 a 2006, sendo que quando candidata a reeleição - em 2002 - fora candidata única por conta do grande apoio e aceitação de suas praticas na reitoria.
Antes de assumir o mandato parlamentar, ou seja, até o fim de 2012, Margarida Salomão atuava como professora associada na graduação em Letras e pós-graduação em Linguística na Faculdade de Letras da Universidade Federal de Juiz de Fora, onde liderava o projeto de pesquisa FrameNet Brasil (rede lexical do Português do Brasil segundo sua descrição pela semântica de frames).

## Vida pública antes de 2008
Além de reitora da Universidade Federal de Juiz de Fora (UFJF) por dois mandatos consecutivos, Margarida foi Secretária Municipal de Administração e de Governo da Prefeitura de Juiz de Fora entre os anos de 1983 e 1988 na então gestão de Tarcísio Delgado como Prefeito do município mineiro.
Ainda na década de 1980, a professora foi dirigente da Central Única dos Trabalhadores (CUT) em Juiz de Fora.
Mais tarde, durante o período em que foi reitora da UFJF (1998 a 2006), Margarida foi dirigente da Associação Nacional dos Dirigentes das Instituições Federais de Ensino Superior (ANDIFES).

## Disputas eleitorais
Margarida filiou-se ao Partido dos Trabalhadores no ano de 2002 e, alguns anos depois, tornou-se uma figura pública do partido na cidade mineira de Juiz de Fora.
Em 2008, disputou sua primeira eleição como candidata à prefeitura de Juiz de Fora, sendo a mais votada no primeiro turno. Se classificou para o segundo turno junto a Custodio Mattos, para quem perdeu a corrida eleitoral.
Em 2010, candidatou-se a deputada federal por Minas Gerais, sendo eleita em posição de primeira suplente em sua chapa devido ao quociente eleitoral. Na ocasião, Margarida obteve a maior votação que um candidato a deputado federal já obteve em Juiz de Fora.
Em 2012, foi novamente candidata à Prefeitura de Juiz de Fora. Ficou em segundo lugar no primeiro turno com 37,19% dos votos validos, atrás de Bruno Siqueira, que somou 40,26% dos votos. No segundo turno, porém, a vantagem de Bruno se ampliou nas pesquisas e acabou por se confirmar nas urnas, o que levou Margarida a uma nova derrota. Somou ao todo, no segundo turno, 42,84% dos votos, o que corresponde a 122.684 votos, enquanto seu adversário conseguiu 57,16% dos votos, correspondente a 163.686 votos válidos.
Em 2014, Margarida candidatou-se novamente ao cargo de Deputada Federal de Minas Gerais pelo PT, sendo reeleita para a cadeira na Câmara Federal, desta vez já como titular, tendo obtido 78.973 votos válidos, sendo 53.485 votos oriundos de Juiz de Fora, tendo sido a mais votada para o cargo na cidade.

## Atuação na Câmara dos Deputados
Mesmo tendo perdido a eleição para a Prefeitura de Juiz de Fora em 2012, Margarida não abandona a carreira política: a partir de 2013 ela assume a cadeira deixada por Gilmar Alves Machado (que foi eleito prefeito de Uberlândia em 2012) na Câmara dos Deputados em Brasília. Ela assumiu seu mandato dia 3 de Janeiro de 2013.
Como primeira mulher juiz-forana eleita deputada federal, Margarida já iniciou seu mandato exercendo grande destaque: no dia 12 de março de 2013 foi nomeada como Vice-Líder de bancada do Partido dos Trabalhadores na Câmara. Também assumiu as seguintes comissões parlamentares: suplente na Comissão de Educação - CE (05/03/2013), titular na Comissão de Ciência e Tecnologia, Comunicação e Informática (05/03/2013), titular na Comissão Especial sobre Fator Previdenciário (26/02/2013), titular na Comissão Especial sobre a Reformulação do Ensino Médio (26/02/2013) e suplente na Comissão Especial sobre o PL 7420/06 - Lei de Responsabilidade Educacional (14/03/2013) e na Comissão Especial sobre o PL 2177/11 - Código Nacional de Ciência e Tecnologia (09/04/2013). Margarida também é membro dos seguintes conselhos: Titular do Centro de Estudos e Debates Estratégicos e suplente do RES 025/01 - Conselho de Ética da Câmara dos Deputados (27/3/2013).
Atuando no campo da participação popular e cidadã, Margarida realizou, em 9 de março de 2013, uma plenária, na qual empossou um conselho de 20 pessoas, sendo propositalmente 10 homens e 10 mulheres, que terão a função de criticar e aconselhar seu mandato.
No dia 10 de dezembro de 2013, a Câmara dos Deputados lança a Frente Parlamentar de Valorização das Universidades Federais, grupo que está, desde sua fundação, sob a presidência de Margarida Salomão.
Reeleita em 2014 como Deputada Federal, Margarida inicia a nova legislatura sendo indicada como suplente na Comissão Especial criada para discutir a PEC 352/2013 e diversos outros projetos sobre reforma política

## Desempenho em eleições
| Ano  | Eleição                   | Cargo            | Partido | Coligação                                  | Suplentes/Vice           | Votos   | %     | Resultado           |
| ---- | ------------------------- | ---------------- | ------- | ------------------------------------------ | ------------------------ | ------- | ----- | ------------------- |
| 2008 | Municipal de Juiz de Fora | Prefeita         | PT      | Unidos para Mudar                          | Ivan Barbosa (PT)        | 137.719 | 48,18 | Não eleita 2º turno |
| 2010 | Estadual em Minas Gerais  | Deputada Federal | PT      | Todos juntos por Minas (PRB/PT/PMDB/PCdoB) | —                        | 79.388  | 0,77  | Suplente            |
| 2012 | Municipal de Juiz de Fora | Prefeita         | PT      | (PRB/PT/PRTB/PSB/PCdoB/PTdoB)              | Maranhas (PSB)           | 122.684 | 42,84 | Não eleita 2º turno |
| 2014 | Estadual em Minas Gerais  | Deputada Federal | PT      | Minas pra Você (PT/PMDB/PCdoB/PROS/PRB)    | —                        | 78.973  | 0,78  | Eleita              |
| 2016 | Municipal de Juiz de Fora | Prefeita         | PT      | Viva Juiz de Fora (PT/PCdoB/PROS)          | Chico Evangelista (PROS) | 110.059 | 42,13 | Não eleita 2º turno |
| 2018 | Estadual em Minas Gerais  | Deputada Federal | PT      | Juntos com o Povo (PT/PCdoB/PR/PSB/DC)     | —                        | 89.378  | 0,89  | Eleita              |
| 2020 | Municipal de Juiz de Fora | Prefeita         | PT      | Juiz de Fora Vale a Pena (PT/PV)           | Kennedy Ribeiro (PV)     | 144.529 | 54,98 | Eleita 2º turno     |